# Susanne Clemensen
Susanne Clemensen (født 16. november 1970) er en dansk politiker, der senest har været opstillet til Folketinget ved valget i 2007 for Ny Alliance. Tidligere har hun siddet i Folketinget i perioden 11. marts 1998 – 20. november 2001, indvalgt for Centrum-Demokraterne.
Susanne Clemmensen blev student i 1989 fra Greve Gymnasium og cand.jur. fra Københavns Universitet i 1995. Hun har siden arbejdet som uddannelseskonsulent og leder af sekretariatet for Efteruddannelsesudvalget for Handel, Administration, Kommunikation og Ledelse.
Hun var næstformand for Centrumdemokraternes Ungdom 1995-96 og blev folketingskandidat for CD 1996. I begyndelsen var hun opstillet i Østre Storkreds, men hun skiftede i 2002 til Frederiksborg Amt, hvis kandidat hun var til 2005, hvor hun trak sig ud af politik.
Efter at være blevet valgt ind i Folketinget ved valget i 1998 var hun CD's repræsentant i Europaudvalget, uddannelsesudvalget, forskningspolitisk udvalg og arbejdsmarkedsudvalget.
I 2007 stillede hun op i Københavns Storkreds for Ny Alliance til folketingsvalget; hun blev dog ikke valgt.